# Spulerina quadrifasciata
Spulerina quadrifasciata är en fjärilsart som beskrevs av Bland 1980. Spulerina quadrifasciata ingår i släktet Spulerina och familjen styltmalar.
Artens utbredningsområde är Nigeria. Inga underarter finns listade i Catalogue of Life.